# Nancy Bacelo
Nancy Bacelo (José Batlle y Ordóñez, Lavalleja, 10 de julio de 1931 - 1 de septiembre de 2007) fue una escritora y gestora cultural uruguaya que realizó una difusión de los autores uruguayos de todas las generaciones en el país.

## Trayectoria
Nancy Bacelo cursó la primaria y la secundaria en Batlle y Ordóñez, y en 1950 se trasladó a Montevideo, donde se especializaría en lengua y literatura española.
Ejerció por un tiempo la docencia y publicó sus primeros poemas en periódicos y semanarios. 
De 1954 a 1977 se desempeñó en los Servicios Culturales de la Intendencia Municipal de Montevideo y entre 1961 y 1972 ejerció como periodista en Canal 5 TV SODRE en Montevideo.
En 1961 fundó la Feria Nacional de Libros y Grabados junto a Benito Milla, que dirigiría durante 47 años. Esa feria promovió desde sus inicios el libro uruguayo, el dibujo y el grabado. Gradualmente, se fue incorporando también el área artesanal. Durante el mes que duraba la feria, se ofrecían espectáculos todos los días para fomentar la aparición de nuevos valores en las áreas culturales.
Nancy Bacelo convocaba concursos anuales de literatura, en los cuales el premio era la publicación de la obra; promovía también anualmente un concurso de afiches, del que se seleccionaba el que identificaría a la feria ese año. Muchos poetas jóvenes fueron difundidos en estos eventos como Sylvia Lago, Hugo Achugar, Víctor Cunha, Cristina Carneiro y Roberto Echavarren, pero también algunos escritores ya consagrados leían y vendían sus obras en la feria como Washington Benavides, Amanda Berenguer, Circe Maia o Ida Vitale.
En 1966 fundó Siete Poetas Hispanoamericanos, que fue una revista de poesía ilustrada de la que se publicaron doce números, once de ellos tienen poemas de autores hispanoamericanos como Circe Maia, Washington Benavides, Orfila Bardesio, Claribel Alegría, Jorge Teillier, Juan Gelman, entre otros.
Nancy Bacelo dirigió también las llamadas ediciones populares, en las cuales se reeditaron importantes obras que estaban fuera de circulación en el mercado. 
Desde 1975 hasta 2001, fue asesora cultural de la Caja Notarial y directora de la Galería del Notariado.
En 1988 asumió la dirección del Teatro del Notariado.

## Obras

### Libros

#### Poesía
Todos en Ediciones Siete Poetas, Montevideo, Uruguay:  
- Tránsito de fuego. 1954.
- Círculo nocturno. 1959.
- Cantares. 1960.
- Cielo sólo. 1962.
- Razón de la existencia. 1964.
- Cantares. 2ª edición. 1965.
- Barajando. 1967.
- Las pruebas de la suerte. 1969.
- El pan de cada día. 1975.
- Las coplas de Nico Pérez. 1978.
- Los músicos continúan el juego. 1983.
- Los símbolos precisos. 1986.
- Hay otros mundos pero vivo en éste. 1993.
- Los símbolos precisos. 2000.
- De sortilegios. 2002.

#### Narrativa
- Gato por gato. Relato para niños. Ediciones del Club de Grabado de Montevideo, Uruguay. 1983
- De magia somos. Carpeta No.2. Con Ilustraciones de Claudia Anselmi. Ediciones del Club de Grabado de Montevideo, Uruguay. 1985.

### Discos
- Sonopoemas. Ediciones Hemisferio s.c. 1978.
- De pronto al sur. Musicalizado por Juan José de Mello. Ediciones Sondor. 1981
- Servilletas. Ilustración de Fidel Sclavo. 1998.

## Premios
En 1959 recibió el Premio Municipal de Poesía de Montevideo por su obra Círculo nocturno. En 1962 recibió el Premio Municipal de Poesía de Montevideo por su obra Cielo sólo. En 1963 obtuvo el premio a la figura del año otorgado por del Círculo de Prensa. En 1969 recibió otra vez el Premio Municipal de Poesía de Montevideo: esta vez, por su obra Razón de la Existencia.